# Katherine Freese
Pour les articles homonymes, voir Freese.
Katherine Freese, née le 8 février 1957 à Fribourg en Allemagne, est une astrophysicienne et professeure de physique américaine. Elle est connue pour ses travaux en cosmologie physique et sur l'étude de la matière noire et de l'énergie noire.

## Biographie

### Formation et parcours professionnel
Diplômée (B.A. in physics) en 1977 de l'université de Princeton, Katherine Freese est une des premières femmes à se spécialiser en physique à Princeton. Elle obtient une maîtrise en physique (M.A. in physics) en 1981 à l'université Columbia, puis l'université de Chicago lui délivre son doctorat (PhD in physics) en 1984, son directeur de thèse était David Schramm,.
Après un postdoctorat au Harvard-Smithsonian Center for Astrophysics, à l'Institut Kavli de physique théorique et à l'université de Californie à Berkeley, elle devient Assistant professor au Massachusetts Institute of Technology (MIT). Depuis 1991 elle est professeure de physique à l'université du Michigan.
Depuis 2014 elle est professeure invitée de l'université de Stockholm, et fut directrice du Nordic Institute for Theoretical Physics (en) (Nordita) à Stockholm de 2014 à 2016,.

### Contributions
Katherine Freese est une pionnière dans l'étude de la matière noire et de l'énergie noire, proposant en 1986 dans les revues scientifiques Physical Review D et Physics Letters B des manières de détecter la matière noire,.
Ses travaux ont contribué a favoriser les Wimps aux dépens des MACHOs comme solution au problème de la matière noire.
Avec Matthew Lewis, elle a introduit une modification des équations de Friedmann-Lemaître permettant de s'affranchir, sous certaines conditions, de la problématique de l'énergie noire, et connue sous le nom de Cardassian expansion,.
En 2008 elle cosigne un article dans The Astrophysical Journal émettant l'hypothèse de l'existence au tout début de l'univers d'un type d'étoile appelée étoile noire,.

### Vulgarisation scientifique
Dans une démarche de vulgarisation scientifique, Katherine Freese a participé à plusieurs séries télévisées documentaires comme Voyage dans l'espace-temps (Through the Wormhole), présenté par l'acteur américain Morgan Freeman, Horizon, Space's Deepest Secrets et How the Universe Works (en). 
Elle est l'auteure du livre The Cosmic Cocktail: Three Parts Dark Matter publié en 2014 chez Princeton University Press.

## Distinctions
- Membre de la Société américaine de physique (depuis 2009)
- Simons Foundation fellowship (2012)
- Docteur honoris causa de l'université de Stockholm (2012)
- Prix Lilienfeld (2019)[13]